# Filialkirche Grimmenstein

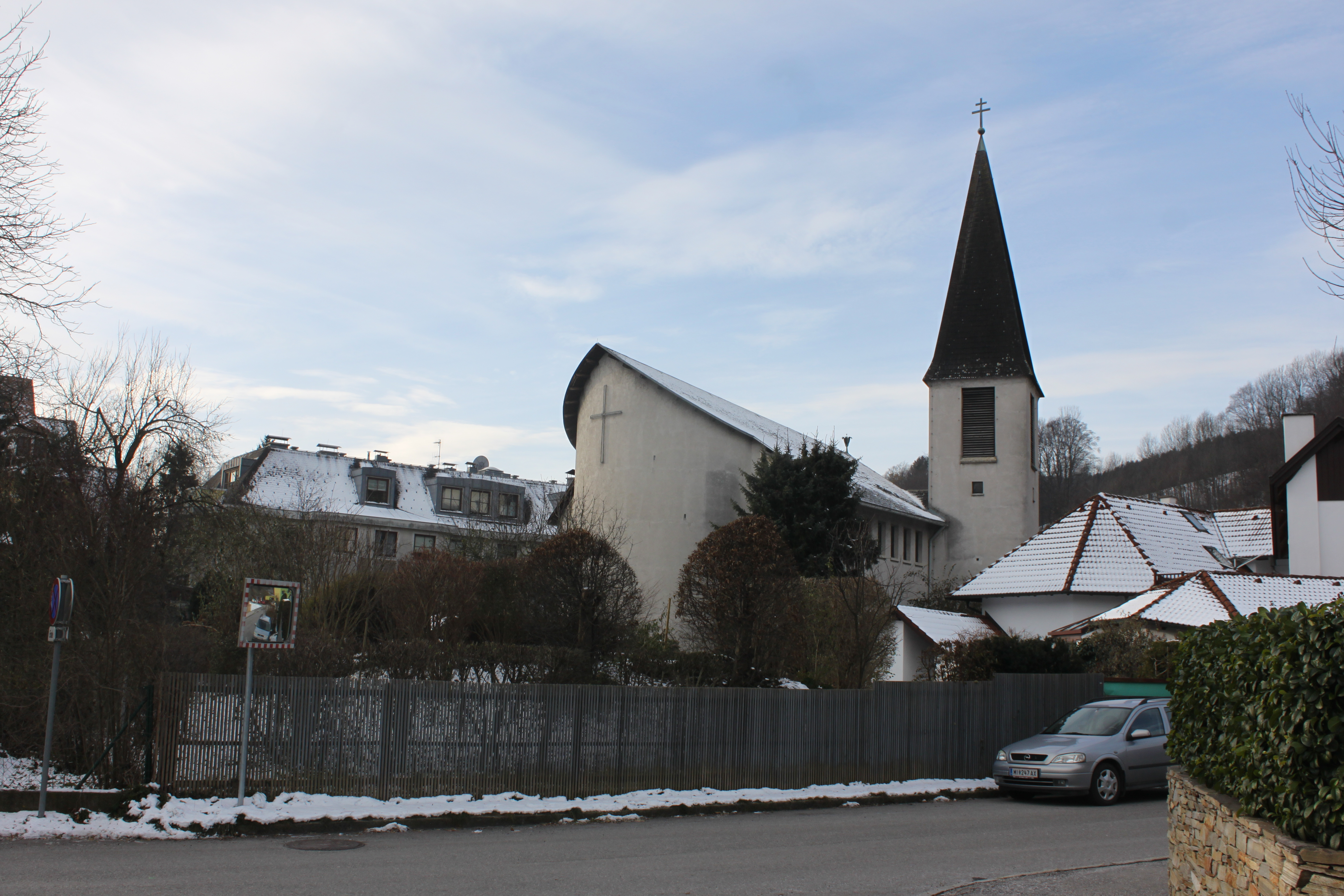
Katholische Filialkirche hl. Josef der Arbeiter in Grimmenstein

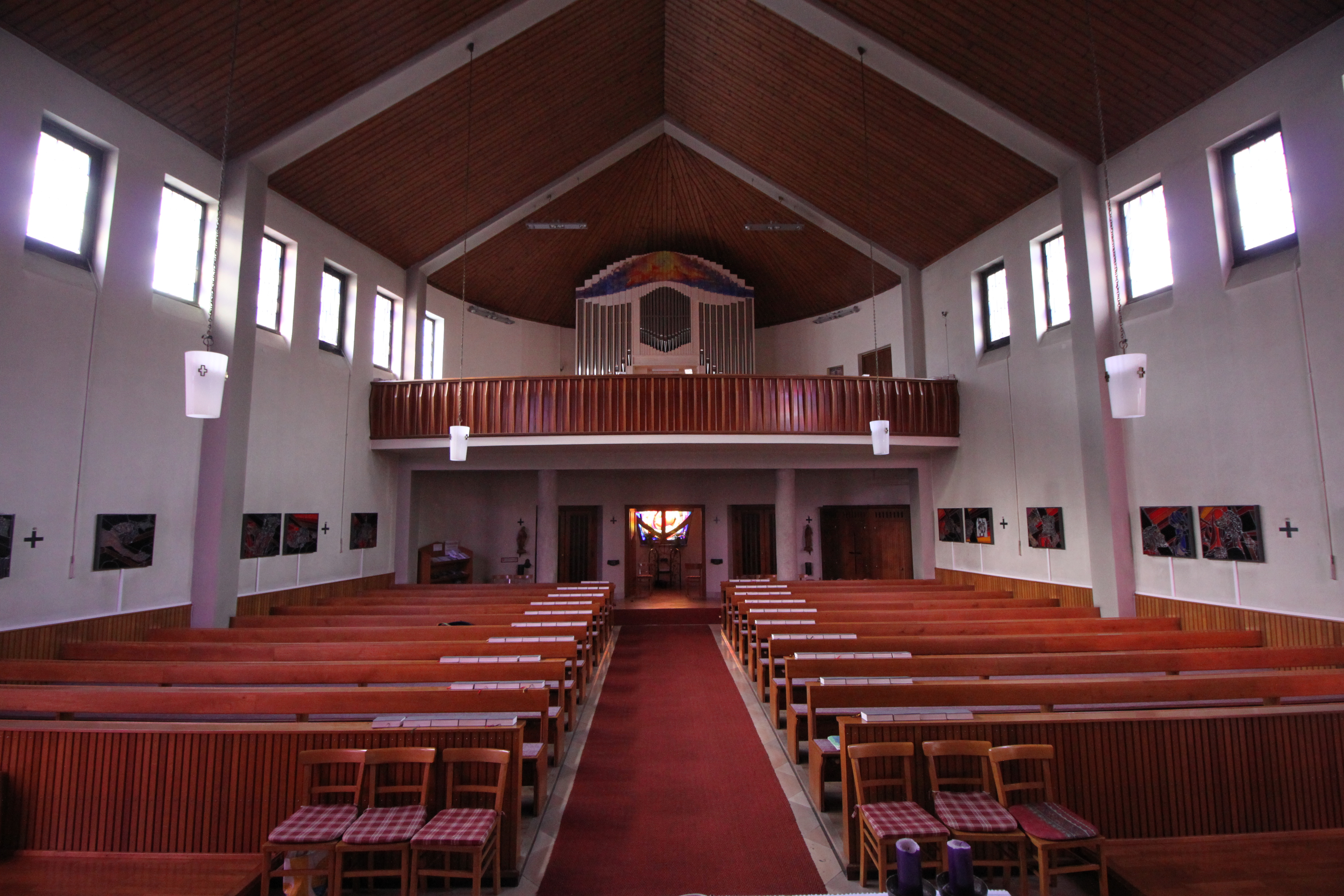
Kircheninneres vom Altar zur Orgelempore

Die Filialkirche Grimmenstein steht im Zentrum der Marktgemeinde Grimmenstein im Bezirk Neunkirchen in Niederösterreich. Die auf das Patrozinium Josef der Arbeiter geweihte römisch-katholische Filialkirche der Pfarrkirche Edlitz gehört zum Dekanat Kirchberg im Vikariat Unter dem Wienerwald der Erzdiözese Wien. Die Kirche steht unter Denkmalschutz (Listeneintrag).

## Geschichte
Die Filialkirche wurde 1959/1960 nach den Plänen des Architekten Johann Petermair erbaut.

## Architektur
Der Betonbau mit einem annähernd kreisförmigen Grundriss unter einem Zeltdach mit einer innen offenen Dachkonstruktion hat einen Nordturm. Beidseits des Altarbereiches sind hohe polychrome abstrakte Glasmalereien des Malers Ernst Bauernfeind.

## Ausstattung
An der Altarwand zeigt ein Relief den hl. Josef als Zimmermann mit dem jungen Jesus mit einer Zweimann-Blattsäge arbeitend – die Mutter Jesu mittig im Hintergrund wirkt eher verzweifelt hinblickend – vom Bildhauer Franz Barwig der Jüngere.
Die Orgel von Christoph Allgäuer wurde im Jahr 2010 von Kardinal Christoph Schönborn geweiht.